# Pedinorrhina plana
Pedinorrhina plana är en skalbaggsart som beskrevs av Christian Rudolph Wilhelm Wiedemann 1821. Pedinorrhina plana ingår i släktet Pedinorrhina och familjen Cetoniidae. Inga underarter finns listade i Catalogue of Life.